# Friedrich Heinrich Vering
Friedrich Heinrich Vering (* 9. März 1833 in Liesborn; † 30. März 1896 in Prag) war ein deutscher Rechtswissenschaftler und Hochschullehrer. Aufgrund seiner Lehrbücher galt er als einer der führenden Kanonisten des 19. Jahrhunderts.

## Leben und Werk
Vering nahm nach dem Abitur in Paderborn zum Wintersemester 1850/1851 an der Universität Bonn das Studium der Rechtswissenschaften auf. Nach einem Wechsel an die Universität Heidelberg legte er 1856 in Koblenz sein Erstes Staatsexamen ab. Im selben Jahr promovierte er in Heidelberg zum Dr. iur., ein Jahr später habilitierte er sich und las fortan als Privatdozent vorwiegend über Römisches Recht und Kirchenrecht. Im Juli 1862 wurde er in Heidelberg zum außerordentlichen Professor ernannt. Zum Wintersemester 1875/1876 folgte Vering einem Ruf auf einen ordentlichen Lehrstuhl an die neu gegründete Franz-Josephs-Universität Czernowitz. Im Sommersemester 1879 wechselte er auf einen ordentlichen Lehrstuhl an die Deutsche Universität Prag, den er bis zu seinem Tod innehatte.
Vering verschaffte sich vor allem durch seine Lehrbücher zum Römischen Recht und zum Kirchenrecht Ansehen. Der Großteil seiner Werke erlebte mehrere Auflagen. Hervorzuheben sind seine 1887 in fünfter Auflage erschienene Geschichte und Pandekten des römischen und heutigen gemeinen Privatrechts sowie das in dritter Auflage erschienene Lehrbuch des katholischen, orientalischen und protestantischen Kirchenrechts. In seinen Werken vertrat er zumeist einen kirchenfreundlichen Standpunkt, indem er die Rechte der Kirche gegen Eingriffe weltlicher Fürsten verteidigte.
Er war Ehrenmitglied der katholischen Studentenverbindung KDStV Ferdinandea Prag.

## Schriften (Auswahl)
- Römisches Erbrecht in historischer und dogmatischer Entwickelung. Mohr, Heidelberg 1861
- Geschichte und Pandekten des römischen und heutigen Privatrechts. 5. Auflage, Kirchheim, Mainz 1887
- Lehrbuch des katholischen, orientalischen und protestantischen Kirchenrechts, mit besonderer Rücksicht auf Deutschland, Oesterreich und die Schweiz. 3. Auflage, Herder, Freiburg im Breisgau 1893.